# Olza
Olza (en euskera: Oltza) es un municipio español de la Comunidad Foral de Navarra, situado en la Merindad de Pamplona, en la Cuenca de Pamplona y a 10 km de la capital de la comunidad. También forma parte de su área metropolitana. Su población en 2017 fue de 1853 habitantes (INE). El municipio está compuesto por nueve concejos: Arazuri, Artázcoz, Asiáin, Ibero, Izcue, Izu, Lizasoáin, Olza y Ororbia, donde se encuentra la capital.
El municipio agrupa a la mayor parte del territorio de la cendea del mismo nombre, de la que se desligó Orcoyen en 1992.

## Toponimia
El nombre Olza designaba originalmente al pueblo de Olza y fue este el que probablemente prestó a su vez el nombre a la cendea, cuando ésta se constituyó hacia el siglo XV, a finales de la Edad Media. 
El origen del topónimo parece de origen vasco. Generalmente se considera que proviene de la palabra o(h)ol, que significa tabla de madera y el sufijo abundancial -(t)za. Se trata de un topónimo que aparece también en toponimia menor. No se sabe con exactitud que realidad se describía con este nombre, aunque parece relacionado con algún tipo de construcción. Koldo Mitxelena cita de hecho un proverbio vasco en el que la palabra olza toma el significado de pared.
Aparece originalmente mencionado como Olça en el siglo XI y posteriormente Olza, Olsa y Olssa en el siglo XIII. 
Hasta el año 2006 su nombre oficial era solamente Olza, pero ese año se cambió al actual de Cendea de Olza en castellano y Oltza Zendea en euskera.

## Demografía
Olza uenta con una población de 1842 habitantes (INE 2024).
| Gráfica de evolución demográfica de Olza entre 1842 y 2021 |
| |
| Población de derecho según los censos de población del INE Población de hecho según los censos de población del INEEn estos censos de denominaba Olza: 1842, 1857, 1860, 1877, 1887, 1897, 1900, 1910, 1920, 1930, 1940, 1950, 1960, 1970, 1981, 1991 y 2001 Entre el censo de 1857 y el anterior, crece el término del municipio porque incorpora a 315007 (Arazuri), 315015 (Artazcoz), 315018 (Asiain), 315047 (Ibero), 315061 (Izcue), 315062 (Izu), 315071 (Lizasoain), 315092 (Orcoyen), 315093 (Ororbia) Entre el censo de 2001 y el anterior, disminuye el término del municipio porque independiza a 31906 (Orcoyen) |

### Núcleos de población
El municipio se divide en las siguientes entidades de población, según el nomenclátor de población publicado por el INE (Instituto Nacional de Estadística). Los datos de población se refieren a 2014.
| Entidad de población | Población (2014) |
| -------------------- | ---------------- |
| Arazuri              | 378              |
| Artázcoz             | 23               |
| Asiáin               | 157              |
| Ibero                | 210              |
| Izcue                | 71               |
| Izu                  | 41               |
| Lizasoáin            | 81               |
| Olza                 | 66               |
| Ororbia              | 779              |

### Transporte y comunicaciones
| Eskualdeko Hiri Garraioa/Transporte Urbano Comarcal |   |
| Taxi Iruñerria                                      |   |
| Zona                                                | B |
| Estaciones                                          |   |